# اورال جنوبی

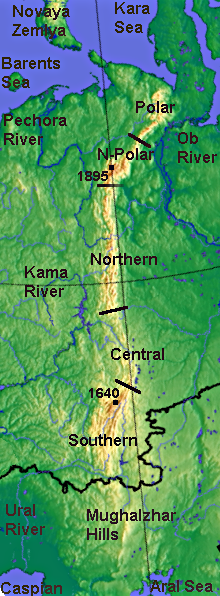
کوه‌های اورال

اورال جنوبی (انگلیسی: Southern Ural) پهناورترین بخش کوه‌های اورال است که از رودخانه اوفا (نزدیک روستای ورخنی اوفالی در استان چلیابینسک) تا رود اورال امتداد دارد. این رشته‌کوه از غرب و شرق، اورال جنوبی به دشت اروپای شرقی، دشت سیبری غربی و دشت‌های نزدیک دریاچه آرال و دریای کاسپین می‌رسد.